# Билеча
Билеча (босн. Bileća, серб. Билећа / Bileća, хорв. Bileća) — город на юго-востоке Боснии и Герцеговины. Административный центр одноимённой общины в регионе Требине Республики Сербской. Находится на востоке исторической области Герцеговина, недалеко от границы с Черногорией.

## История
Первые следы существования населения в Билеча датируются периодом неолита. Первые письменные документы о городе Билеча находятся в Дубровнике, начиная с 1261 года под названием (босн. Bilechia). Город упоминается в летописях от 8 сентября 1388 года: именно там армия герцога Влатка Вуковича победила турецкую армию. Муниципалитет начал экономическое развитие только в 19 веке, когда он вошёл в состав Австро-Венгрии. Первая начальная школа в Билеча открылась в 1880 году.

## Города-побратимы
- Панино, Россия[3].

## Население
Численность населения города по переписи 2013 года составила 8 220 человек, общины — 11 536 человек.
Этнический состав населения города по переписи 1991 года:
- Сербы — 5,619 (74,24 %)
- Боснийцы — 1,290 (17,04 %)
- Югославы — 209 (2,76 %)
- Хорваты — 39 (0,51 %)
- Другие — 411 (5,45 %)
- Всего — 7,568 (100 %)